# Хейли, Джек (актёр)
Джек Хейли (англ. Jack Haley, 10 августа 1898 — 6 июня 1979) — американский актёр.

## Биография
Родился в Бостоне в семье Джона Джозефа Хейли и его жены Элен Керли, имевших ирландские корни. Когда он был ещё ребёнком, его семья, где помимо него было ещё пять детей, часто переезжала из города в город, в конце концов осела в штате Индиана. Его карьера началась с участия в водевилях, а в 1927 году состоялся его дебют в кино, где последующие годы он часто снимался в музыкальных комедиях, таких как «Бедная, маленькая богатая девочка» (1936), «Кожаный парад» (1936), «Ребекка с фермы Саннибрук» (1938) и «Рэгтайм Бэнд Александра» (1938).
Звёздной для Хейли стала роль Железного Дровосека знаменитой картине Виктора Флеминга «Волшебник страны Оз» в 1939 году. Во время съёмок для его грима использовался макияж, содержащий алюминиевую пыль, из-за которой актёр получил инфекцию глаз и провел в больнице несколько дней. Хейли продолжал сниматься на большом экране до конца 1940-х, после чего переместился на телевидение, где периодически появлялся до 1977 года. Он также часто давал интервью о съёмках в «Волшебнике страны Оз» и вместе со своими коллегами по фильму участвовал во многих документальных фильмах и телепередачах, посвященных картине.
В 1921 году актёр женился на Флоренс Макфадден, которая родила ему сына Джека Хейли мл., ставшего успешным кинопродюсером, и дочь Глорию. В 1970-е годы его сын был женат на Лайзи Миннелле, дочери Джуди Гарленд, с которой он снимался в «Волшебнике страны Оз». Хейли был приверженцем католицизма и прихожанином прихода Доброго пастыря в Беверли-Хиллз.
Джек Хейли умер в Лос-Анджелесе в июне 1979 года от сердечного приступа в возрасте 80 лет. Похоронен на кладбище Святого креста в Калвер-Сити. Его вклад в киноиндустрию США отмечен звездой на Голливудской аллее славы.